# Rio Olifants (Southern Cape)
Rio Olifants (Southern Cape) é um rio da África do Sul.